# Solomon River
Solomon River, (på lokalt kaw/kanza-sprog også kaldt Nepaholla, på Pawnee: Kiicawiicaku), er en 296 km lang flod der løber i den centrale del af Great Plains i delstaten Kansas i USA. Den er en biflod til Smoky Hill River som igen løber ud i Kansas River, før denne munder ud i Missourifloden. Solomon River har to tilløbsfloder – North Fork og South Fork (470 km), og efter at disse mødes løber den 130 km videre østover til den munder ud i Smoky Hill River ved byen Salina. Totalt afvandingsområde er 17.703 km².